# ودندن (آریزونا)
ودندن (به انگلیسی: Wenden) یک منطقهٔ مسکونی در ایالات متحده آمریکا است که در شهرستان لاپاز، آریزونا واقع شده‌است. ودندن ۳۸٫۷۲ کیلومتر مربع مساحت و ۲٬۸۸۲ نفر جمعیت دارد و ۵۶۹ متر بالاتر از سطح دریا قرار دارد.